# Themisia
Themisia is een geslacht van schimmels uit de orde Helotiales. De typesoort is Themisia nuda.

## Soorten
Volgens Index Fungorum telt het geslacht twee soorten (peildatum maart 2023):
| Soortnaam        | Auteur(s) | Publicatiejaar |
| ---------------- | --------- | -------------- |
| Themisia faginea | Velen.    | 1947           |
| Themisia nuda    | Velen.    | 1939           |